# 青春の夢 (1920年のパウエル監督の映画)
『青春の夢』（せいしゅんのゆめ、原題：Pollyanna）は、1920年のアメリカのサイレント映画。監督はポール・パウエル、出演はメアリー・ピックフォードとウォートン・ジェイムズなど。エレナ・ホグマン・ポーターの1913年の児童文学『少女パレアナ（少女ポリアンナ）』（原題：Pollyanna）を原作としている。
1960年にデヴィッド・スウィフト監督、ヘイリー・ミルズ主演で『ポリアンナ』として再映画化されている。

## キャスト
- ポリアンナ・ホイッティアー: メアリー・ピックフォード
- ジョン・ホイッティアー牧師 : ウォートン・ジェイムズ - ポリアンナの父。
- ポリー・ハリントン: キャサリン・グリフィス - ポリアンナの裕福なおば。
- ナンシー・スィング: ヘレン・ジェローム・エディ - ポリーおばさんのメイド。
- トム爺さん: ジョージ・ベレル（英語版） - ポリーおばさんの雑用係。
- ジミー・ビーン: ハワード・ラルストン - ポリアンナが出会った孤児の少年。
- ジョン・ペンドルトン: ウィリアム・コートリー
- トム・チルトン先生: ハーバート・プライアー